# バスソルト
バスソルト（英語：Bath salts）とは、入浴する時に風呂に入れる入浴剤のこと。塩化ナトリウムなどの砕いた水溶性鉱物などから作られる。美容、入浴の楽しみの増進、清潔度の向上のために用いられる。天然の温泉などを模倣したものが開発されている。
また肌を擦る時にスクラブ（磨き粉）としても使用されている。欧米では古くから多くの家庭で使われている。
欧米では脱法ドラッグの隠語、「Bath Salts」という名が使われている。薬物取締法をかいくぐる目的で、バスソルトに偽装したことから名がついた。

## 概要
バスソルトは成分で大別すると以下の2種類がある。
- 死海の塩（デッドシーソルト）など天然塩を成分とするもの。
- エプソムソルト（エプソム塩）で硫酸マグネシウムを成分とするもの。

いずれも海水に含まれるミネラル成分が人間の皮膚から吸収され身体に良い作用があるとされている。死海の塩は塩分濃度が高くミネラルが多く含まれていることで知られている。エプソムソルトの成分は純粋な硫酸マグネシウムの結晶で塩分は含まれていない。

## 歴史
紀元前2700年頃には、中国でさまざまな種類の塩、抽出法と使用法の書物が書かれた。古代ギリシアの医者ヒポクラテスも患者を海水に浸して様々な病気を癒し、仲間の癒し手たちに塩水の使用を勧めた。

## 効果
リン酸塩のような一部のバスソルトは、浸潤し皮膚を軟化させ、老化した皮膚細胞を剥離させやすくする。